# Sotilla de San Justo
Sotilla de San Justo es el nombre de una variedad cultivar de manzano (Malus domestica). Esta manzana está cultivada en la Estación de fruticultura de Madridanos, así mismo en diversos viveros entre ellos algunos dedicados a conservación de árboles frutales en peligro de desaparición. Esta manzana es originaria del provincia de Zamora en San Justo, en la comarca de Sanabria, donde tuvo su mejor época de cultivo comercial antes de la década de 1960, y actualmente en menor medida aún se encuentra.

## Sinónimos
- "Manzana Sotilla de San Justo",[5][7][8]
- "Sotilla de San Xustu", en asturleonés.

## Historia
La provincia de Zamora presenta unas condiciones de clima y de suelos excelentes para el cultivo del manzano. 'Sotilla de San Justo' es una variedad de manzana cultivada en San Justo, en la comarca de Sanabria. Sin embargo, esa situación cambió en la década de 1960 como consecuencia de la aparición de nuevas zonas de cultivo en el nordeste peninsular de manzanas selectas foráneas, y sobre todo, a que en Zamora no se concretaron canales de comercialización adecuados.
'Sotilla de San Justo' está considerada incluida en las variedades locales autóctonas muy antiguas, cuyo cultivo se centraba en comarcas muy definidas. Se caracterizaban por su buena adaptación a sus ecosistemas y podrían tener interés genético en virtud de su adaptación. Se encontraban diseminadas por todas las regiones fruteras españolas, aunque eran especialmente frecuentes en la España húmeda. Estas se podían clasificar en dos subgrupos: de mesa y de sidra (aunque algunas tenían aptitud mixta).
'Sotilla de San Justo' es una variedad mixta, clasificada como de mesa, se utiliza en cocina, y también se utiliza en la elaboración de sidra; difundido su cultivo en el pasado por los viveros comerciales y cuyo cultivo en la actualidad se ha reducido a huertos familiares y jardines privados.

## Características
El manzano de la variedad 'Sotilla de San Justo' tiene un vigor alto; florece a inicios de mayo; tubo del cáliz estrecho y corto, y con los estambres situados en su mitad.
La variedad de manzana 'Sotilla de San Justo' tiene un fruto de tamaño medianamente grande; forma tronco-cónica, y con contorno esférico-globoso; piel semi brillante; con color de fondo amarillo o verdoso, siendo el color del sobre color rojo ciclamen vivo, importancia del sobre color alto, siendo su reparto en chapa/rayas, con chapa rojo intenso y pinceladas medias, acusa punteado rojo y ruginoso, y una sensibilidad al "russeting" (pardeamiento áspero superficial que presentan algunas variedades) débil; pedúnculo corto o medio y semi grueso, leñoso, rojizo, anchura de la cavidad peduncular es mediana, profundidad de la cavidad pedúncular de profundidad profunda, con iniciada ruginosidad verde grisácea, bordes suavemente irregulares, e importancia del "russeting" en cavidad peduncular media; anchura de la cavidad calicina mediana y estrecha, profundidad de la cav. calicina poco profunda, de cubeta ligeramente marcada, y de bordes levemente ondulados y a veces inapreciable, y de la importancia del "russeting" en cavidad calicina débil; ojo, entreabierto o cerrado; sépalos partidos o triangulares con las puntas vueltas hacia fuera.
Carne de color crema con tinte amarillo; textura crujiente, semi jugosa; sabor característico de la variedad, acidulado y dulzón, al mismo tiempo
tenuemente perfumado; corazón bulbiforme; eje abierto; celdas arriñonadas, grandes y alargadas, cartilaginosas y rayadas de blanco; semillas alargadas e irregulares.
La manzana 'Sotilla de San Justo' tiene una época de maduración y recolección tardía en el otoño-invierno, se recolecta desde mediados de octubre hasta mediados de noviembre, madura durante el invierno aguanta varios meses más. Tiene uso mixto pues se usa como manzana de mesa fresca.